# 드라이브 IN 가요
홍태혁의 드라이브 IN 가요는 한국교통방송에서 매일 새벽 4시부터 6시까지 방송 되는 라디오 프로그램이다.

## 프로그램 소개
- 힘들고 지친 새벽시간~! 좋은 노래와 재미있는 이야기로 여러분을 깨워드립니다~! 혼자 운전해서, 외롭고 힘드신가요? 그렇다면 드라이브 인가요와 함께가요~! 이 힘든 세상 지혜롭게 사는 방법도 알아보고~! 신나는 노래도 따라부르면서 졸음을 쫓아보고~! 졸음 물리치는 방송~! 드라이브 인 가요~! 채널 고정~!*^^*

## 진행자
- 홍태혁 (한국교통방송 아나운서 팀장)

## 매일 코너
- 이 노래 어때?
- 나의 노래는
- 가사 낭독회
- 나도 한마디
- 꼰대 홍반장
- 논스톱 테마뮤직